# 托洛查山
40°55′N 0°10′W / 40.917°N 0.167°W
托洛查山是西班牙的山峰，位於該國東部阿拉貢自治區特魯埃爾省，處於福斯-卡蘭達，海拔高度790米，從山頂可俯瞰附近地區。